# Amical de Mauthausen

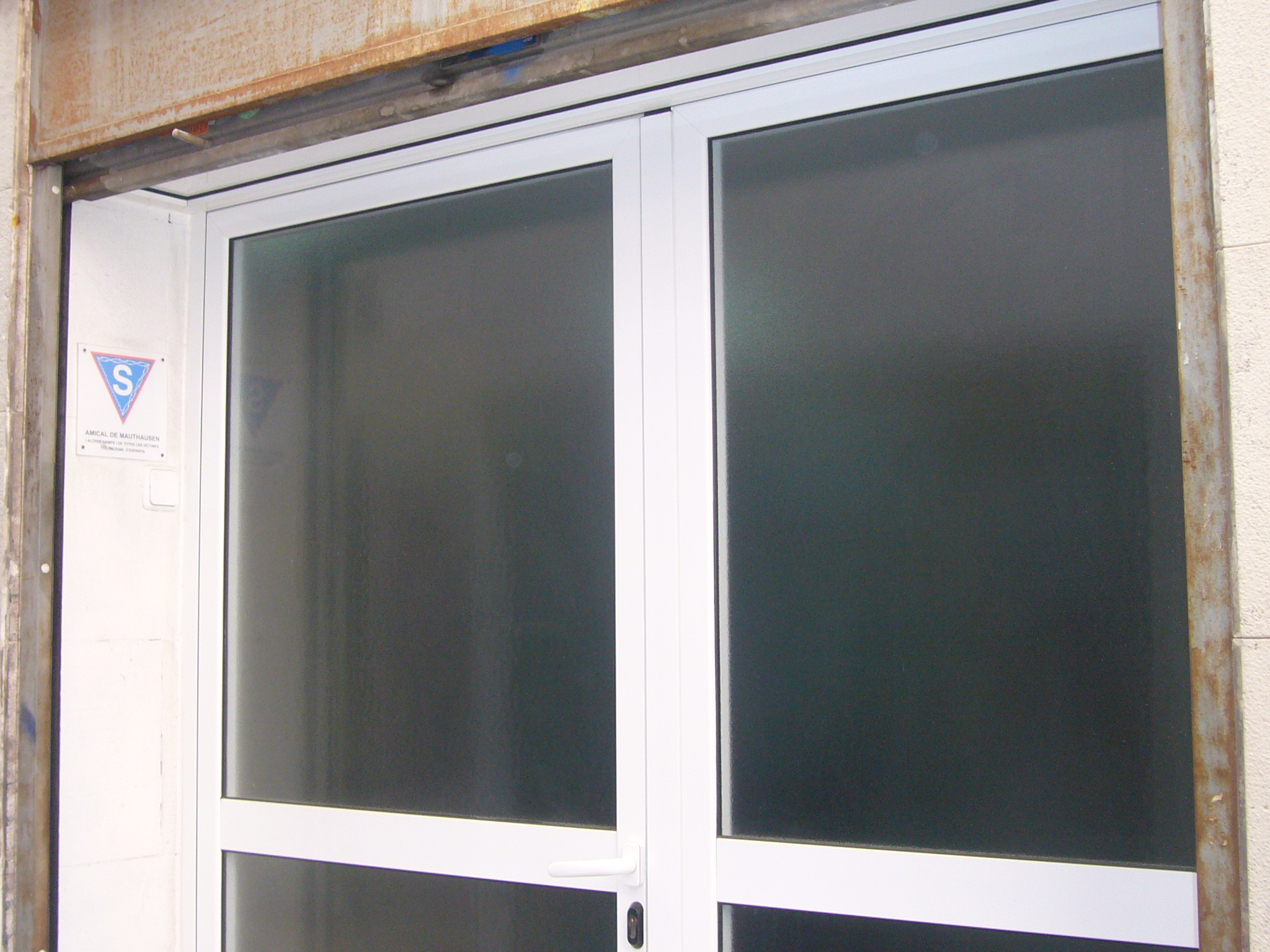
Sede de Amical de Mauthausen, en la calle Sils de Barcelona

Amical de Mauthausen es una asociación fundada en 1962 en Barcelona en la clandestinidad por antiguos deportados (entre otros Joan Pagès, Amadeu López Arias o Joaquim Amat-Piniella) con el objetivo de defender los derechos morales y materiales de los aproximadamente 10 000 españoles deportados a los campos de concentración del Tercer Reich y de sus familiares, estrechar lazos de solidaridad entre ellos y preservar su memoria. En 1978 la asociación fue legalizada y tomó el nombre de Amical de Mauthausen y otros campos y de todas las víctimas del nazismo de España. Reúne a alrededor de unos 900 socios entre supervivientes, viudas, hijos y otros familiares, y simpatizantes en España, Francia, América...

## Objetivos
La asociación se propone preservar la memoria de lo que pasó en los campos de concentración nazis y, a partir de las lecciones del pasado, luchar contra el racismo, la xenofobia y el antisemitismo. Una de sus actividades es la labor educativa, como las charlas en institutos y universidades o los viajes anuales con estudiantes a Mauthausen y otros campos. Otra de las actuaciones de la asociación es la denuncia de las actividades de grupos neonazis. Junto con SOS Racismo ejercieron la acusación contra la Librería Kalki intervenida en 2003 por los Mozos de Escuadra por vender y distribuir material y propaganda nazi.
El gobierno de la Generalidad de Cataluña le concedió la Creu de Sant Jordi en 1995 y el Ayuntamiento de Barcelona la Medalla de Honor de Barcelona en 2001. La asociación firmó también un convenio con la Generalidad de Cataluña para catalogar su fondo documental. También edita la revista ¡Nunca más!

## Simbología
El símbolo de la asociación está inspirado en el triángulo azul con la S que los nazis hacían coser en los uniformes de los republicanos en Mauthausen. El azul es el color con el que se identificaba a los apátridas.

## Organización
Según los estatutos aprobados en 2001, sus órganos de funcionamiento son la asamblea de socios y la Junta. La Asamblea, que se celebra cada año, en la cual pueden participar con voz y voto todos los socios, aprueba la gestión del año anterior, renueva o ratifica los miembros de la Junta y expone las líneas de actuación o proyectos de futuro. La Junta se reúne por semana para tratar las gestiones emprendidas, los proyectos en curso y para planificar el trabajo entre sus miembros.